# Vadim Konstantinovich Bilyukov
Vadim Konstantinovich Bilyukov (tiếng Nga: Вадим Константинович Билюков; sinh ngày 9 tháng 3 năm 1996) là một cầu thủ bóng đá người Nga thi đấu cho F.K. Orenburg.

## Sự nghiệp câu lạc bộ
Anh có màn ra mắt tại Giải bóng đá chuyên nghiệp quốc gia Nga cho FC Nosta Novotroitsk vào ngày 19 tháng 5 năm 2017 trong trận đấu với F.K. Lada Togliatti.